# باريس تورز 1927
باريس تورز 1927 هو سباق دراجات هوائية، وهو الموسم رقم 22 من باريس تورز، وأقيم في 1927.
فاز بالمركز الأول Heiri Suter ‏، وبالمركز الثاني Gustaaf Van Slembrouck ‏، وبالمركز الثالث Georges Ronsse ‏.

## الفائزون
| الترتيب | الفائز                  |
| ------- | ----------------------- |
| الفائز  | Heiri Suter ‏            |
| الثاني  | Gustaaf Van Slembrouck ‏ |
| الثالث  | Georges Ronsse ‏         |